# Roy Chaderton
Roy Chaderton Matos (17 de agosto de 1942) es un político, abogado y diplomático venezolano.

## Carrera diplomática
Chaderton inicio su carrera política en Copei. Chaderton ha estado destinado a las representaciones diplomáticas venezolanas en Polonia, Alemania, Bélgica y Misión Permanente ante la ONU. En 1985 fue nombrado embajador de Venezuela en Gabón y posteriormente embajador de Venezuela en Noruega con concurrencia en Islandia. En 1990 fue nombrado director general sectorial de Política International. Entre 1993 y 1994 fue embajador de Venezuela en Canadá, de 1994 a 1995 ocupó el puesto de viceministro de Relaciones Exteriores y en 1996 fue nombrado embajador de Venezuela en el Reino Unido con concurrencia en Irlanda. En el 2001 fue designado embajador de Venezuela en Colombia y desde 2002 hasta 2004 ocupó el puesto de Ministro de Relaciones Exteriores; de 2004 hasta 2007 embajador de Venezuela en Francia; embajador de Venezuela en México (2006-2007); embajador representante permanente de Venezuela ante la OEA desde 2008 hasta 2015. Fue Director-General del Instituto de Altos Estudios Diplomáticos "Pedro Gual", anteriormente era Coordinador de Cancillería, fue diputado por el Partido Socialista Unido de Venezuela en el capítulo Venezuela en el Parlamento Latinoamericano en la ciudad de Panamá, embajador acompañante de los diálogos de paz entre el gobierno de Colombia y las FARC en Cuba y encargado del Área de Trabajo Internacional del PSUV. Desde el 4 de abril de 2022 es Embajador Extraordinario y Plenipotenciario ante Suiza, basado en la Ciudad de Berna.

## Sanciones
| Los francotiradores apuntan a la cabeza, pero llega un momento en que una cabeza escuálida (opositora) no se diferencia de una cabeza chavista, salvo en el contenido. El sonido que produce una cabeza escuálida es mucho menor, es como un chasquido, porque la bóveda craneana es hueca y pasa rápido. Pero eso se sabe después de que pasa el proyectil.—Roy Chaderton, entrevista en Zurda Konducta |

En 2015 el grupo Venezolanos Perseguidos Políticos en el Exilio (Veppex) de Miami le pidió al secretario general de la Organización de Estados Americanos José Miguel Insulza que sancionara al Roy Chaderton, entonces embajador ante la organización, por una polémica declaración hecha durante una entrevista en el programa Zurda Konducta de la emisora estatal Venezolana de Televisión, quienes destacaron en un comunicado que la descripción hecha por el embajador era “comparación que incita a la violencia”. Chaderton se disculpó de su comentario diciendo que sus declaraciones fueron sacadas de contexto, y que lo que buscaban advertir era que ante una «invasión de Estados Unidos» no habría distinción entre chavistas y opositores.
Chaderton ha sido sancionado por el Departamento del Tesoro de Estados Unidos. En 2017 también fue sancionado por el gobierno de Canadá por ser una "figura clave" responsable "del deterioro de la democracia en Venezuela".

## Condecoraciones
- Orden del Libertador, Grand Cordón
- Orden Francisco de Miranda, Primera Clase
- Orden de Mayo, Gran Cruz
- Orden de San Olaf, Gran Cruz
- Orden de Bernardo O'Higgins
- Orden de San Carlos (Colombia), Gran Cruz
- Orden Nacional del Mérito (Francia), Gran Oficial
- Orden de la Cruz del Sur, Gran Cruz
- Orden El Sol del Perú, Gran Cruz
- Medalla Naval Almirante Luis Brión, Venezuela
- Orden Caballero de Madara, Bulgaria